# Bythocellata cruciformis
Bythocellata cruciformis is een hydroïdpoliep uit de familie Bythotiaridae. De poliep komt uit het geslacht Bythocellata. Bythocellata cruciformis werd in 1951 voor het eerst wetenschappelijk beschreven door Nair. 